# Tenochtitlán
Tenochtitlán (nahuatl. Mēxihco-Tenōchtitlan; španj. Tenochtitlán, izgovor: Tenočtitlan) je bio glavni grad carstva Asteka i plemensko središte Tenočka (Tenochcas), vodećeg astečkog plemena, koje ga je prema legendi osnovalo na mjestu gdje su ugledali orla na kaktusu kako ždere zmiju. Nalazio se na otoku na jezeru Texcoco, na mjestu gdje je danas grad Meksiko. Grad je, zajedno s gradovima Texcocom i Tlacopanom činio Trostruki Savez i s vremenom je postao dominantna sila tog saveza. Tenochtitlan je na vrhuncu moći bio jedan od najvećih gradova svijeta s oko 200.000 stanovnika.
Grad su uništili španjolski konkvistadori. Na ruševinama Tenochtitlana sljedećih stoljeća izgrađen je Mexico City, a jezero Texcoco postupno je isušeno.

## Geografija
Tenochtitlan je pokrivao 8 do 13,5 četvornih kilometara. Bio je na zapadnoj strani plitkog jezera Texcoco. S kopnom je povezan putevima, koji su vodili preko jezera sjeverno, južno i zapadno. Putevi su bili isprekidani mostovima, koji su omogućavali prolaz čamaca. Mostovi su se mogli povući za potrebe obrane grada. Grad je bio ispresijecan mrežom kanala, tako da se do svih dijelova grada moglo doći pješice ili čamcem.
Jezero Texcoco bilo je najveće od pet povezanih jezera doline Meksika. Jezero je bilo malo slano, tako da se voda akvaduktima dovodila do grada.

## Povijest
Grad Tenochtitlan osnovali su Tenočki 1325. godine. Imali su proročanstvo po kojem će naći teren za novi grad, na mjestu gdje vide orla kako jede zmiju na vrhu kaktusa na stijeni okruženoj vodom. To su ugledali na malom močvarnom otoku na jezeru Texcoco. To viđenje danas se nalazi na meksičkom grbu i zastavi.
Grad je bio nazvan po astečkom poglavici Tenoču.
Razvila se moćna kultura, a astečko carstvo dominiralo je nad ostalim meksičkim plemenima. Mali prirodni otok proširen je i tu nastaje grad Tenochtitlan. Taj grad postaje najmoćniji u Sjevernoj Americi. Poslije jedne poplave grad je ponovno izgrađen u grandioznom stilu.
Španjolski konkvistador Hernán Cortés došao je 8. studenog 1519. godine u Tenochtitlan. U to se vrijeme vjerovalo da je to jedan od najvećih gradova svijeta. Od europskih gradova samo su Pariz, Venecija i Istanbul bili veći. Procjene su bile da grad ima 200.000 stanovnika. Hernán Cortés je, poslije višemjesečne opsade i razaranja, 13. kolovoza 1521. godine zauzeo grad. Ostatak je grada razoren. Na ruševinama Tenochtitlana izgrađen je Mexico City (španj. Ciudad de Mexico).

## Plan grada
Grad je bio podijeljen u četiri zone. Svaka je zona imala 20 četvrti, a svaka četvrt bila je ispresijecana ulicama. Postojale su tri glavne ulice u gradu, koje su vodile prema tri izlaza iz grada. Svaka četvrt bila je obilježena naročitom djelatnošću. Svaka je imala i tržnicu, ali je postojala i glavna za čitav grad.
U središtu grada nalazile su se javne zgrade, hramovi i škole. Ceremonijalno središte bilo je veliko 300 metara. Postojalo je oko 45 javnih građevina, koje uključuju glavni hram, hram Quetzalcoatla, hram sunca, zidovi lubanja s lubanjama žrtvovanih bogu sunca i drugi. Izvan glavnog trga bila je Montezumina palača sa 100 soba, od kojih je svaka imala kupaonicu. Grad Tenochtitlan bio je izuzetno simetričan. Sva gradnja morala je biti odobrena od strane dužnosnika gradskog planiranja.
Broj stanovnika cijele aglomeracije s trgovištima Azcapotzalcom, Chapultepecom, Coyoacanom itd. vjerojatno je prelazio milijun. Središte grada trajno je bilo smješteno na stjenovitom otoku gdje je veliki svećenik Quauhcoatl, odgovorivši na božji poziv, podigao prvo svetište Uitzilopochtliu. Na tom mjestu uzdizao se Teocalli, piramida na čiji se vrh dolazilo trima stubištima od 120 stuba. Ta stubišta okrunjivala su dva potpuno ista svetišta, jedno Uitzilopochtlia, drugo Tlaloca. Vladari su jedan za drugim nadograđivali taj hram, a u godini Osam-Trstika (1487.) vladar Auitzotl ga je posvetio. Oko hrama, unutar prostrane zupčaste ograde urešene glavama zmija uzdizao se okrugli hram Quetzalcoatla, Tezcatlipoca, zemaljske božice Ciuacoatl, Coacalco, panteon posvećen kultu stranih bogova, hram sunca i mnoga druga svetišta, prostori za molitvu i obredne igre, calmecac (samostani-škole), Mecatlan (glazbena škola), te skladišta oružja (tlacochcalli) povjerena elitnom garnizonu. To je bio pravi sveti grad, načičkan piramidama i tornjem koji je dominirao na području današnjeg Zocala gdje se uzdižu katedrala i predsjednička palača, zatim Središnji trg pored imperijalne palače koju su dali podići Axayacatl, Auitzotl i Montezuma II. Ta palača koja se nalazi na četvrtastom terenu, stranica otprilike 200 m izgledala je kao prostran kompleks zgrada na jedan ili dva kata, koje su bile grupirane oko unutarnjih vrtova. Do te palače dolazilo se ili kopnom ili čamcem, kanalima koji su ulazili u palaču. Kao obitavalište vladara i središte političke i upravne vlasti, u palači su bili stanovi, dvorane za sastanke, sudovi, riznice, uredi poreznika, dvorane za glazbu i ples i zoološki vrt. 
Kaže se da je sam Uitzilopochtli naredio Astecima grad podijeliti na četiri velika dijela: na istoku Teopan (četvrt hrama), na zapadu Aztacalco (kuća čaplji), na sjeveru Cuepopan (tamo gdje cvjeta cvijeće) i na jugu Moyotlan (mjesto komaraca). Te četvrti grupirale su ponovno zemne jedinice ili calpulli: svaka četvrt je opskrbljivala jedan dio ratnika kada je na nju došao red, svaki calpulli imao je svoj hram i svoj dom mladih, učilište izrazito vojne vokacije. Kuće plemstva te skromnije trgovaca i obrtnika i običnih građana nizale su se duž ulica i kanala, a pirogama koje nisu stvarale buku odvijao se sav prijevoz. Glavno trgovačko središte anglomeracije smjestilo se u Tlatelolcu. Tamo se na velikom području okruženom arkadama u podnožju piramide, održavao sajam na koji je svaki dan dolazilo 20 000 do 25 000 ljudi, a svaki peti dan 60 000. Trgovalo se platnom, tkaninama, perjem i nakitom, kožom, odjećom od perja, kukuruzom, grahom, začinima, povrćem, voćem, travama, peradi, divljači, ribama, žabama, posuđem, oružjem od kremena, vulkanskog stakla i kože, drvom, duhanom, lulama, namještajem, hasurama. Svoje prodavaonice imali su ljekarnici, frizeri, prodavači kukuruznih pogača i gulaša. Posebna policija tianquitzli brinula se za red na tržnici i stalno je zasjedao sud sastavljen od triju magistrata koji su rješavali svađe.
Raskoš velikaških palača zadivila je španjolske osvajače. Cortes, Bernal Diaz, Andres de Tapia i kasnije domaći kroničari kao Tezozomoc i Ixtlilxochitl s divljenjem su opisivali te veličanstvene rezidencije. U Texcocou je kralj Nezauclcoyotl dao sagraditi palaču s više od 300 prostorija i s vrtovima ukrašenima fontanama i bazenima. Tamo su se čuvale ptice, ribe i druge životinje, bilo žive, bilo izlivene u zlatu ili izrađene od kamena. U Tetzcotzincou isti je vladar dao urediti park nenadmašne dojmljivosti navodnjavan genijalnim sustavom kanala. Montezuma je imao ladanjsku rezidenciju u kojoj je veliko mnoštvo sluga hranilo i njegovalo ptice svih vrsta. Obitavališta običnih građana bila su veoma jednostavna, no svaka je kuća imala vrt i parnu kupelj (temazcalli). Namještaj je bio vrlo malobrojan: hasure (petlal), stolci od vrbovog pluća s naslonom (icpalli), niski stolovi, drveni paravani ili zakoni, škrinje od šiblja, zastori od platna ili kože. U narodnim kućama središnji prostor stanovanja bilo je ognjište okruženo trima kamenima. Kuhalo se na drva ili na drveni ugljen. Svjetlo su osiguravale smolaste baklje.
Budući da je voda iz lagune bila slana Tenochtitlan je trebao pitku vodu. U početku su bili dovoljni izvori koji su izvirali u stijenama otoka gdje su bili podignuti hramovi Uitzilopochtliu. Stanovništvo je raslo i u doba Montezume I. sagrađen je prvi akvadukt koji je u središte grada dovodio vodu s izvora iz Chapultepeca. Dug 5 km, taj akvadukt je imao dva toka, od kojih se rabio samo jedan, a drugi samo kada se onaj prvi morao čistiti. U doba Auitzotla sagrađen je drugi akvadukt između Coyoacana i središta. Vodu su dalje raznosili vodonoše kružeći čamcima gradom, a voda se na tržnicama prodavala u velikim vrčevima. S vremena na vrijeme poplave bi poharale grad. Tako je Montezuma I. 1449. godine dao podići nasip dug 16 km, koji je trebao štititi grad od izlijevanja vode iz velikog jezera. Auitzotl je morao dati zatvoriti izvore Acuecuexatla, čije su vode, snažno nadirući, podigle razinu lagune i uništile mnoge kuće. Tom je prilikom izgladnjelom narodu podijeljeno 200 000 pošiljki kukuruza, uz odjeću i 323 000 čamaca.

### Zoološki vrtovi
Montezumina palača imala je dva zoološka vrta. U jednom su bile ptice grabljivice, a u drugom ostale ptice, gmazovi i sisavci. O životinjama se brinulo oko 300 ljudi. Totocalli su bile volijere s tropskim pticama, u prostoru ograđenom pećinama i drvećem. Zoološki vrt bio je pun jaguara, puma, ptica grabljivica i čegrtuši. Unutarnji vrtovi bili su zasađeni veoma rijetkim biljkama iz raznih pokrajina, ljekovitim travama, blistavo lijepim i mirisnim cvijećem.
Postojao je i botanički vrt i akvarij.

## Djelatnosti
Grad je imao prosjaka, lopova i prostitutki. Samo su invalidi smjeli prositi. Postojala su dva tipa prostitutki. Jedne su bile namijenjene ratnicima i nisu naplaćivale svoj rad.
Mali brodovi prolazili bi kroz grad i skupljali smeće. Postojalo je oko 1.000 čistača.

## Vanjske poveznice
- Tenochtitlan - Britannica Online (engl.)
- Tenochtitlan - Ancient History Encyclopedia (engl.)
- Tenochtitlan - tenoctitlanfacts.com (engl.)